# 魚津駅
魚津駅（うおづえき）は、富山県魚津市釈迦堂一丁目および北鬼江一丁目にある、あいの風とやま鉄道・日本貨物鉄道（JR貨物）の駅である。
本記事では近接する富山地方鉄道本線の新魚津駅（しんうおづえき）についても詳述する。

## 歴史

### 国鉄→JR→あいの風とやま鉄道

#### 国鉄発足前

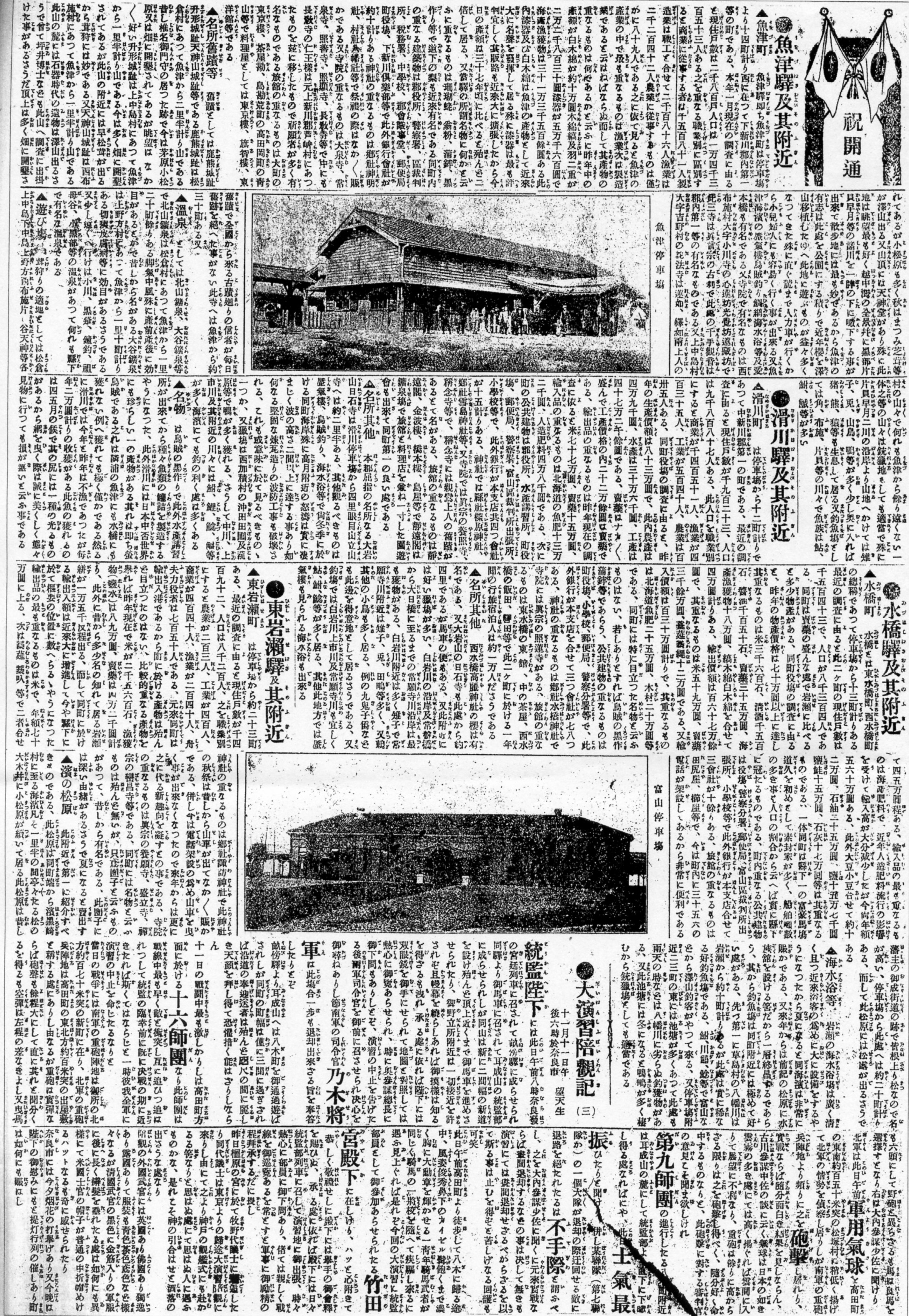
富山駅 - 魚津駅間の開通を報じる新聞。当駅の写真も掲載されている

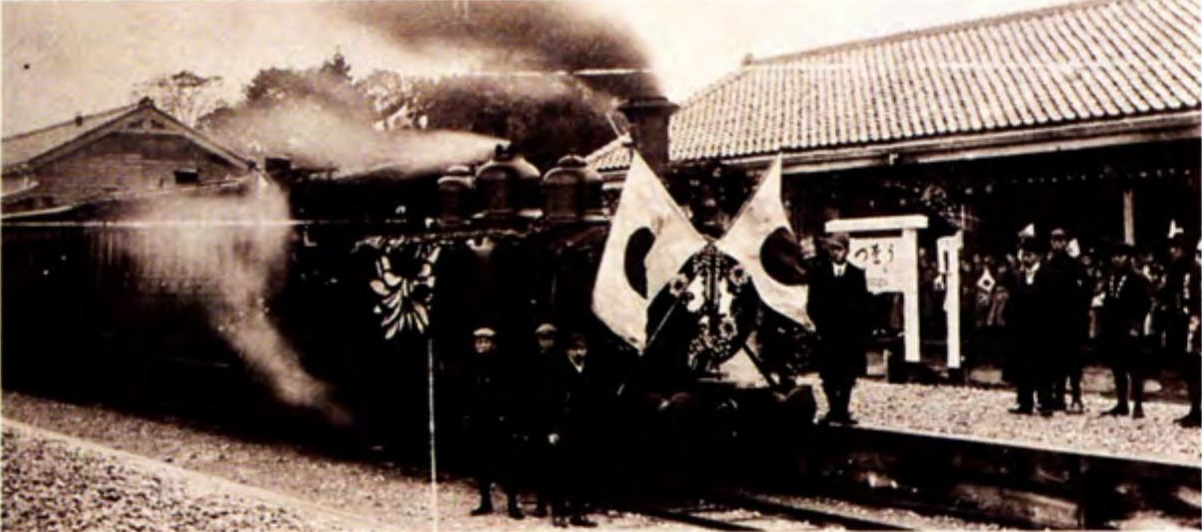
開業当時の当駅ホーム

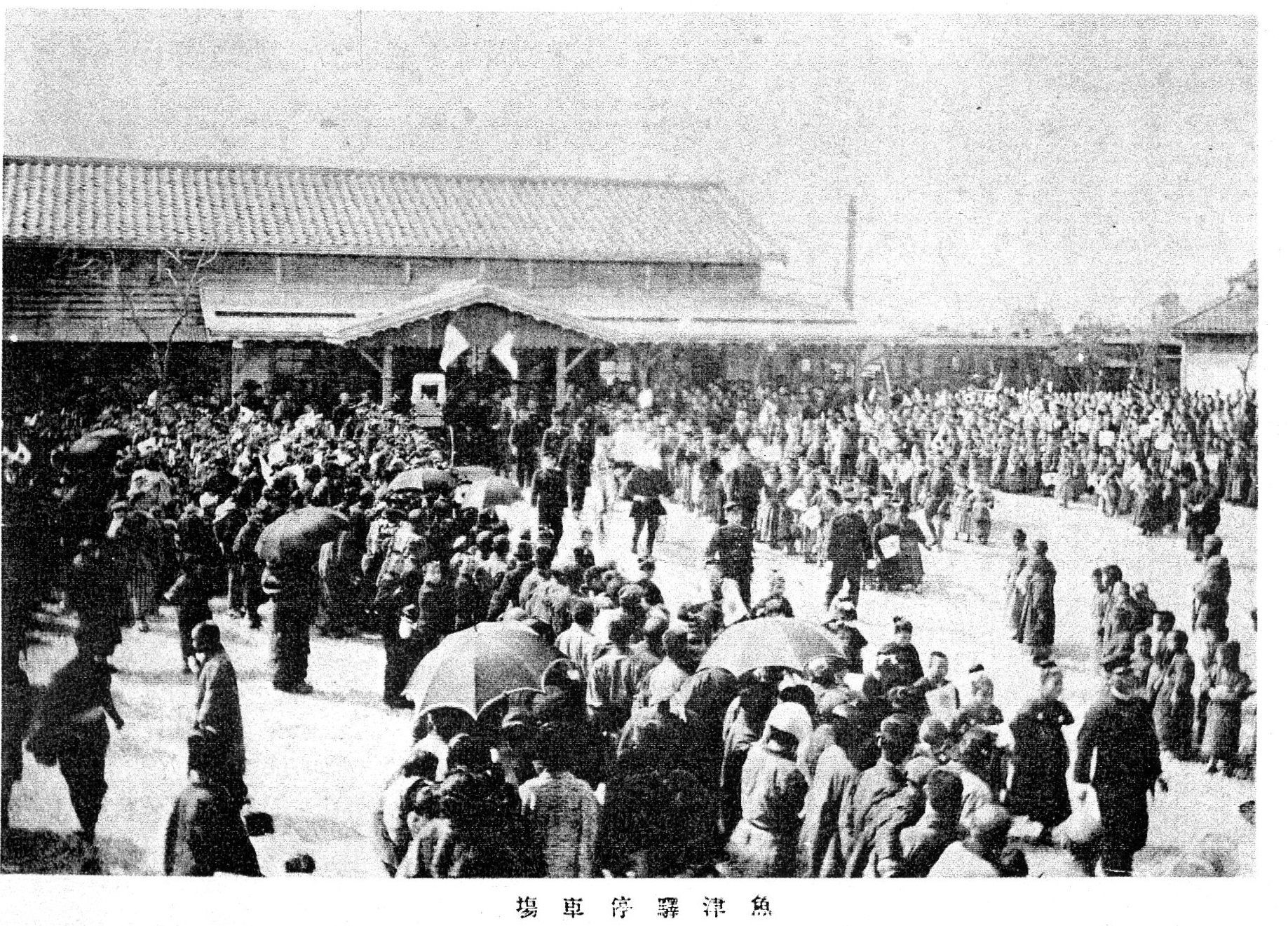
明治時代の当駅駅舎

- 1906年（明治39年）7月19日：当時の魚津町議会議長が、下新川郡下野方村大字友道村（現・新宿）に停車場を設置するよう逓信大臣に請願書を提出。この際、敷地等の代金は魚津町が寄付すると提案している[1]。後に鉄道院が魚津町の将来の発展を予測し、現在地での建設が決定する[2]。
- 1908年（明治41年）11月16日：官設鉄道北陸線の富山駅 - 魚津駅間延伸により富山県下新川郡道下村に終着駅として開業（一般駅、敷地面積15,000坪[3]）[4][5]。旧仮名遣いは「うをづ」[4][6]。同時に直江津まで延伸するための鉄道工事用資材の運搬を主目的とした、現在の魚津港付近までの貨物支線（通称『信濃浜線』、約1.2㎞、終点に敷地面積1万坪の貨物用停車場と工事用資材の集積場を設置）開業[7][8]。
  - 当初、鉄道院は鉄道建設工事終了後は魚津駅より市街地に近い貨物停車場で一般貨物の営業を開始し、さらに石炭の貯炭場を設ける計画であった[7]。
- 1909年（明治42年）
  - 9月：北陸線全通後の貨物支線における貨物運輸を見込み、魚津町長小野時男が鉄道院総裁後藤新平へ「魚津海岸線終端設備完成の件につき請願」と題した請願書を以てその整備を稟請するが認められなかった[9]。
    - その請願書に曰く、「曩ニ富直鉄道建設ニ当リ、当局者ハ魚津町将来ノ発展ヲ予想シ、一面一万五千坪余ノ敷地ヲ有スル鉄道停車場ヲ設定シ、更ニ作業用トシテ一哩ヲ隔ツル海岸ニ向ツテ終点ニ壱万坪ノ停車場ヲ有スル海岸線ヲ敷設セラレタリ。而シテ聞ク処ニ依レバ、建設事業完了ノ後ニハ海岸線ノ終点ヲ以テ石炭貯蔵場ニ充用シ、或ハ貨物集散ニ依リテハ公衆貨物ノ取扱ニ供用セントノ計画アリト、果シテ然ルヤ。顧フニ港湾修築ノ効果ハ大ニシテハ国家ノ富強ヲ増進シ、小ニシテハ一地方民ノ福利ヲ促成シ、戦後国民ノ最大要務ナルハ勿論ナリト雖モ、之レガ改築経営ノ事業タル、須ラク多数ノ歳月ト多大ノ費用ヲ要シ、到底一地方町民ノ能ク遂行シ得ヘキモノニ非ラザルガ故ニ、現下施設セラレタル魚津駅海岸線終点ニ於テ更ニ相当ノ設備ヲ施シ、魚津港湾ノ地勢ヲ利用シテ、富直間鉄道ノ門戸ヲ形成シ、以テ海陸連絡ノ道ヲ開カレナバ、独リ地方町民ノ幸福ナルノミナラズ、実ニ国家ノ利益ナリト信ズルト同時ニ我町民ノ熱望モ亦茲ニ有リ」[10]。

  - 10月12日：国有鉄道線路名称制定に伴い、北陸本線所属駅となる[11]。
- 1910年（明治43年）4月16日：北陸本線が泊駅まで延伸[12]。途中駅となる[13]。
- 1911年（明治44年）
  - 10月1日：構内に魚津電信取扱所を設置する[14]。
  - 11月30日：魚津町が無償使用許可を得て人車軌道として運輸業務を行っていた貨物支線を院線に編入する旨、鉄道院総裁後藤新平に請願する[9][10]。その請願書に曰く、「魚津駅ヨリ分岐セル海岸線ハ富直線建設材用材料運搬ノ為メ布設セラレタルモノニ可有之候ヘ共魚津駅停車場ノ位置ハ魚津町ノ北方道下村ニ在リテ市街ノ中央ヲ離レルコト拾八町ニ及ビ而カモ市街ノ地形ハ東西ニ長ク南北ニ短クシテ殆ンド蜿蜒ノ匍匐スル状ヲ為セリ殊ニ海陸ノ連絡ハ市中ヲ貫流セル角川尻ヨリ大町裏ニ至ル間ニ在ルヲ以テ貨物ノ運搬上不利不便尠ナカラサルヲ認ム」[10]。
  - 本年度中：列車乗降場の移転工事を行う[15]。
- 1914年（大正3年）春：鉄道院が貨物営業の利益が見込めないとして貨物支線を廃線し線路が撤去される[注釈 1]。廃線後、鉄道院は跡地の旧所有者に売却しようとしたが、耕地への復元が困難なことから旧所有者が買取を拒絶し、一方では沿線の道下村と魚津町（いずれも当時）とで跡地の払下げ出現が競合したため、交渉は纏まらず、跡地は荒れ地のまま暫く放置されることになった[9]。
- 1930年（昭和5年）：国産肥料株式会社（1935年（昭和10年）10月より日本カーバイド工業）の集積場を駅西側に設置し、同時に旧貨物支線跡に専用線（軌間2フィート）を敷設して、ガソリン機関車によって貨物運輸業務を開始する[16]。
- 1936年（昭和11年）
  - 3月14日：当駅共同使用契約を富山電気鉄道株式会社と締結する[10]。
  - 8月21日：日本カーバイド工業株式会社専用線を3呎6吋に改軌し、富山電気鉄道に運行を委託して、国有鉄道貨物列車の乗入れを開始する（富山電気鉄道の電車が旅客輸送の片手間に専用線の貨物を牽引していた）[16]。
- 1937年（昭和12年）12月：日本カーバイド工業株式会社が貨物量増大に対処するため、鹿島参宮鉄道より蒸気機関車（独アーサーコッペル社製）2両を購入する[17][18]。同機関車は1958年の三菱三原製作所製のディーゼル機関車DC351号導入に伴う予備車化を経て[19]、1969年（昭和44年）にディーゼル機関車が新たに1両増備されたのを機に同年11月に廃車となっており、1970年よりNo1が魚津市立村木小学校→村木公民館[20]、No2が滑川市立児童館において静態保存されている[21]。
- 1938年（昭和13年）3月31日：日本カーバイド工業株式会社が同社専用線運輸業務の富山電気鉄道への委託を廃止し、爾後自営によってこれを運行することとする[22]。
- 1947年（昭和22年）11月1日：昭和天皇の行幸あり、当駅貨物ホームにて米穀輸送状況を天覧し、駅長笠間藤正に対し運輸業激励の言葉を賜与する[23]。
- 1948年（昭和23年）5月：日本カーバイド工業株式会社が、その専用線を以て工場を囲む環状線を完成させる。さらに製造設備増設に伴う荷役用側線の新設、延長によって引込線の総延長が4,000mに達した[19]。

#### 国鉄発足後
- 1952年（昭和27年）9月：日本カーバイド工業、魚津市商工会議所などの民間の協力を求めて、駅改築促進委員会を設立[24]。
- 1953年（昭和28年）11月8日：駅舎改築工事に着手[25][24]。

1954年（昭和29年）竣工当時の魚津駅駅舎

- 1954年（昭和29年）4月7日[26]：2代目の現駅舎（鉄筋平屋建て、建坪94.8坪、庇15.5坪）に改築[27]。
- 1959年（昭和34年）9月30日：構内拡張工事完成[28][29]。
- 1965年（昭和40年）8月25日：当駅含む富山操車場 - 泊駅間が交流電化する[30]。
- 1968年（昭和43年）
  - 8月9日：当駅 - 片貝信号場間が複線化する[30]。同時に当駅の上り本線が新設され、ホームの長さも240mから260mに延長、高さも電車用に25cm嵩上げして96cmにした[31]。
  - 8月10日：新貨物ヤードの荷扱いを開始[31]。
  - 9月27日：当駅 - 角川信号場間が複線化[6][30]。
- 1969年（昭和44年）6月17日：片貝信号場 - 黒部駅間が複線化[6][30]。
- 1970年（昭和45年）3月1日：特別急行北越の停車駅となる[32]。
- 1972年（昭和47年）3月15日：特別急行白山の停車駅となる[33]。
- 1974年（昭和49年）
  - 7月16日：みどりの窓口を開設（富山県内では富山駅、高岡駅に次いで3番目）[34]。
  - 10月1日：営業範囲を改正し、旅客、荷物及び車扱貨物を取扱う駅となる[35]。
- 1977年（昭和52年）：自動券売機設置[27]。
- 1979年（昭和54年）
  - 同年中：魚津駅旅行センター開設[24]。
  - 9月20日：上り線および下り線乗降客ホームの上屋延長（上り線黒部側113m、滑川側30m、下り線黒部側57m、滑川側80m延長）と駅舎増築工事に着手（同年12月15日完成）[36]。
- 1983年（昭和58年）
  - 1月25日：魚津市制30周年記念事業も兼ねて、構内に「うまい水」を設置[37]。
  - 同年内に小荷物業務を北陸荷物へ委託[38]。
- 1984年（昭和59年）
  - 2月1日：営業範囲を改正し、旅客、荷物及び貨物を取扱う駅となる[39]。これに伴い、2月中コンテナ輸送基地に指定される（富山県内では富山駅、能町駅に次いで3番目）[40]。
- 1985年（昭和60年）12月30日：井戸水を利用した融雪装置が、散水テストを行い供用開始[40]。
- 1986年（昭和61年）11月1日：営業範囲を改正し、荷物の取扱を廃する[41]。また、車扱貨物は専用線発着のものに限る[41]。また、特別急行白鳥の停車駅となる[42]。

#### JR時代

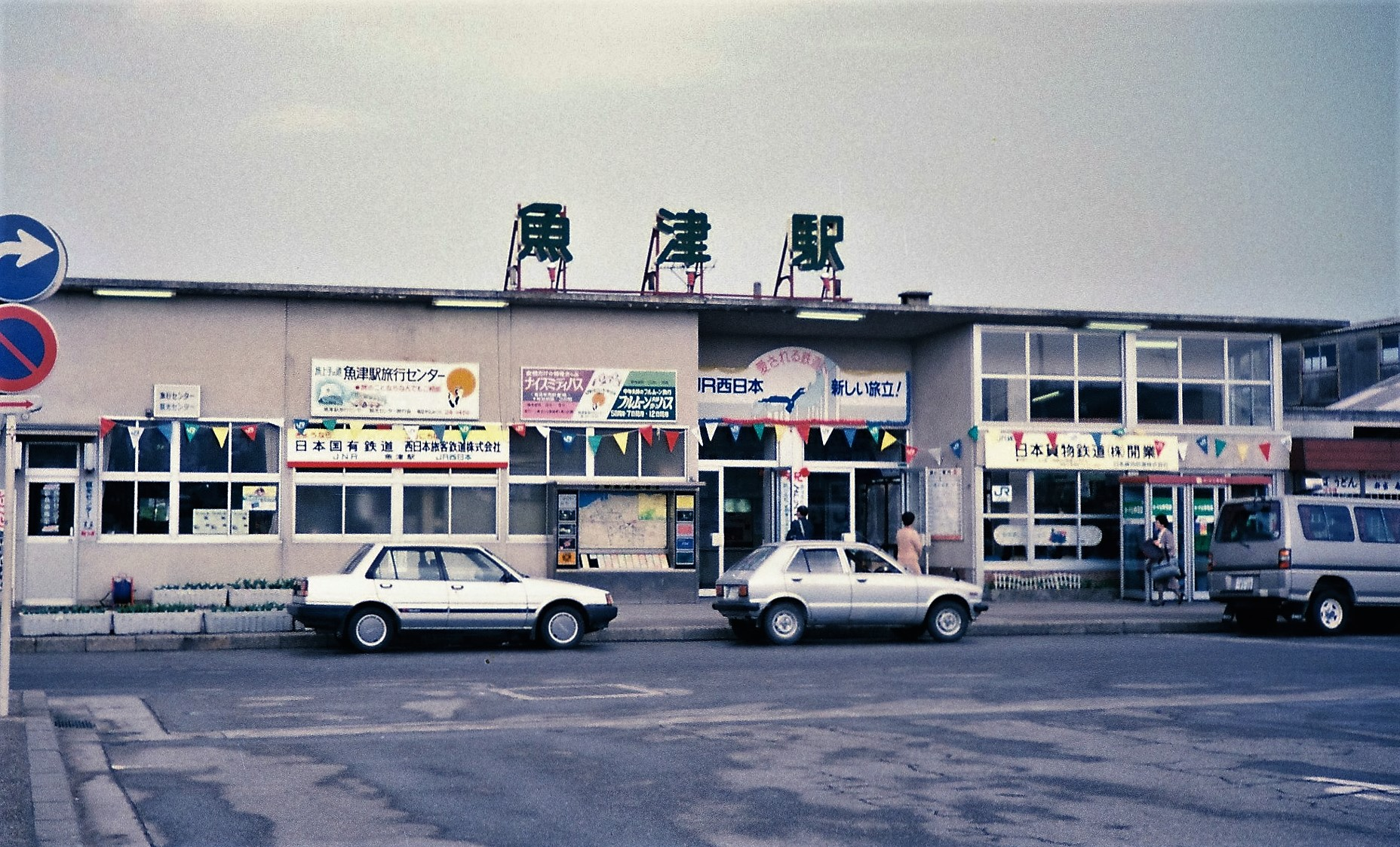
1987年（昭和62年）4月当時の当駅駅舎

- 1987年（昭和62年）4月1日：国鉄分割民営化により、国鉄駅は西日本旅客鉄道（JR西日本）・日本貨物鉄道（JR貨物）の駅となる[6]。日本貨物鉄道（JR貨物）の駅は、コンテナ貨物及び専用線発着車扱貨物の取扱を開始する[6]。
- 1988年（昭和63年）：らーめんはうすまいたうん出店[24]。
- 1989年（平成元年）3月：特別急行雷鳥の始発駅となる[43]。
- 1992年（平成4年）1月9日：魚津市が当駅接続の専用線を廃止するように日本カーバイド工業に対し申し入れる[44]。
- 1994年（平成6年）：日本カーバイド工業魚津工場への専用線廃止[45]。
- 1995年（平成7年）1月20日：駅前と駅西を結ぶ地下道が完成[27]。
- 1996年（平成8年）3月16日：営業範囲を改正し、専用線発着車扱貨物の取扱を廃する[6]。同時に自動車代行駅となり、富山貨物駅へのトラック代行輸送を開始する[6][46]。
- 1997年（平成9年）3月22日：越後湯沢行きの「はくたか」が初停車[47]（魚津駅へは2往復停車[48]）。北陸3県の歴史上初めて、陸路にて東京まで2時間台でアクセス可能な駅となる。
- 1998年（平成10年）12月4日：駅前アーケードが完成し、竣工式を挙行する[45][49]。
- 1999年（平成11年）
  - 5月10日：魚津市や魚津市議会、魚津商工会議所のメンバー約20人が富山県庁の企画部長らに北陸新幹線の駅を当駅に併設する陳情書を提出した。これに対し企画部長は設置は困難との見通しを示した[50]。
  - 7月21日：魚津市長（当時）の石川精二が北陸新幹線のフル規格整備に同意し、スーパー特急による当駅乗入れを断念する[51]。
  - 12月16日：魚津市議会副議長（当時）の越川弥生などが北陸新幹線整備構想見直しに係る合同協議会座長の小里貞利に対し、フル規格による新幹線では当駅への乗入れが困難になるとしてスーパー特急方式による整備を求める[52]。
- 2000年（平成12年）
  - 9月26日：北陸新幹線スーパー特急魚津駅停車促進委員会がその総会にて北陸新幹線をスーパー特急方式で整備し、当駅へこれを乗入れる旨を要望する[53]。
  - 同年：きっぷの電話予約サービスおよびインターネットによる切符予約サービス開始[45]。
- 2001年（平成13年）
  - 2月17日：北陸新幹線スーパー特急魚津駅停車促進委員会がその臨時総会にて北陸新幹線のフル規格整備に同意する[54]。
  - 3月25日：北陸新幹線魚津駅乗入れ問題によりその整備に慎重的であった魚津市長（当時）の石川精二が北陸本線の第三セクター化に同意し、富山県下全部の自治体がこれに同意する[55]。
- 2003年（平成15年）
  - 10月1日：魚津市市営魚津駅南駐車場が開業する[56]。
  - 11月1日：跨線橋の旅客用エレベーター、点字ブロックなどを整備するバリアフリー事業が完成する（富山県内では富山駅に次いで2番目）[45][57]。
- 2005年（平成17年）5月：魚津市議会に在来線等交通問題特別委員会設置。この時は、第3セクター運航開始後に第3セクター線の陸橋より西側に地鉄ホームや西口（新設）を結ぶ陸橋を新設して、第3セクター線と地鉄本線と相互乗り入れする案があった[58]。
- 2006年（平成18年）4月1日：JR貨物魚津駅が魚津オフレールステーションの名称を使用開始[59]。
- 2008年（平成20年）
  - 5月：在来線等交通問題特別委員会を在来線等特別委員会に名称変更[58]。
  - 10月27日：当駅コンコースにおいて埋没林の展示を開始する[60]。
  - 11月16日：魚津駅開業100周年記念行事を東口で開催[61]。
- 2010年（平成22年）12月24日：JR魚津駅と富山地方鉄道新魚津駅の駅舎移設を盛り込んだ基本構想の素案が示される[62]。
- 2015年（平成27年）2月28日：ジェイアールサービスネット金沢運営の駅構内コンビニ『ステーションピット ちゃお』が閉店[63]。

#### あいの風とやま鉄道時代
- 2015年（平成27年）
  - 3月14日：北陸新幹線金沢延伸開業に伴う経営分離により、あいの風とやま鉄道の駅となる[64][65]。
  - 3月26日：ICカードICOCA供用開始[66]。
  - 5月3日：駅構内コンビニ跡地に、ますのすしの源運営の『魚源商店』が出店[67]。
- 2016年（平成28年）
  - 3月30日：駅舎南側に特産品販売・休憩施設の『ミラマルシェ』が出店。同時にアーケードの電飾看板も更新[68]。
- 2017年（平成29年）
  - 3月：せり込み蝶六をアレンジした到着メロディ「Uozu Chime」を導入[69][70][71]。
  - 4月1日：魚津オフレールステーションの営業を終了[72]。JR貨物魚津駅より列車・トラック便ともに定期貨物の取り扱いが無くなる。
- 2019年（令和元年）6月23日：『魚源商店』が閉店[73]。
- 2023年（令和5年）3月28日：魚津駅観光案内所が駅構内に移転[74]。
- 2024年（令和6年）度：東広場と地下道の整備に着手（2025年〔令和7年〕2月着工予定、地下道は同年12月、東広場は2027年〔令和9年〕3月完成予定）[75]。

### 富山地方鉄道
- 1936年（昭和11年）
  - 8月21日：富山電気鉄道が電鉄魚津駅から延伸し、同線の駅が開業[76]。開業時の駅名は魚津駅であった。
  - 10月1日：富山電気鉄道が西三日市駅（現在の電鉄黒部駅）まで延伸し、同線においても途中駅となる[76]。
- 1943年（昭和18年）1月1日：会社合併により富山電気鉄道の駅は富山地方鉄道本線の駅となる[77]。
- 1959年（昭和34年）9月30日：駅構内の配線を変更し、また駅舎を改築する[29]。
- 1995年（平成7年）4月1日：東西地区を結ぶ地下道の完成（1月20日）により、富山地方鉄道の魚津駅がJR駅から切り離され、新魚津駅に改称[78]。西側にロータリーが完成[27]。

## 駅構造

### あいの風とやま鉄道
2015年（平成27年）3月14日の北陸新幹線長野駅 - 金沢駅間の開業による並行在来線の経営分離までは、西日本旅客鉄道（JR西日本）北陸本線の駅であったが、北陸本線の倶利伽羅駅から市振駅間があいの風とやま鉄道へ移管されることに伴い、当駅も併せて移管された。
駅構内にはあいの風とやま鉄道線と地鉄本線を結ぶ渡り線が設置されている。
JR西日本時代は富山地域鉄道部管理の直営駅でみどりの窓口が設置されていた。特急列車・急行列車の大半が停車した。また、大阪方面への特急「サンダーバード」が1往復のみ乗り入れていた。
かつては、富山地方鉄道（地鉄）魚津駅（現・新魚津駅）とJR魚津駅が跨線橋で繋がっていたが、北側の地鉄側に地下道を作り、両駅は切り離された。
単式ホーム1面1線、島式ホーム1面2線を合せ、計2面3線を有する地上駅である。単式の1番線ホーム側に駅舎があり、島式の2・3番線ホームへは跨線橋で連絡している。駅舎は鉄筋コンクリート造平屋建で、1954年（昭和29年）4月に竣工した。駅構内には自動券売機、コインロッカー、多目的便所があり、Wi-Fiの使用も可能である。また、駅舎の南側にはジェック経営コンサルタントが運営する特産品販売・休憩施設『ミラマルシェ』（2016年（平成28年）3月30日開店）および『魚津駅前のうまい水』という水飲み場がある。駅舎北側には2023年（令和5年）3月28日に移転した魚津駅観光案内所がある。
JR時代に引き続きみどりの窓口もあいの風とやま鉄道が運営している。また過去には、以下の売店が存在していた。
- らーめんはうすまいたうん（1988年時点[83]）
- JR魚津駅ウェンズコーナー（1994年時点[84]）
- ビュッフェ旅（1994年時点[84]）
- 魚源商店（ますのすしの源が運営する売店。2015年（平成27年）5月3日開店、2019年（令和元年）6月23日閉店[73]）

#### のりば
| 番線 | 路線                  | 方向 | 行先                 |
| ---- | --------------------- | ---- | -------------------- |
| 1    | ■あいの風とやま鉄道線 | 上り | 富山・金沢方面       |
| 2・3 | ■あいの風とやま鉄道線 | 下り | 黒部・泊・糸魚川方面 |

付記事項
- 通常の停車には1・2番線が用いられ、3番線は通常使用されていない[85]。
- JR駅としての営業最終日の2015年（平成27年）3月13日までは、3番線は糸魚川・直江津方面行きの待避列車と、当駅始発の大阪行き「サンダーバード」が使用していた[80]。

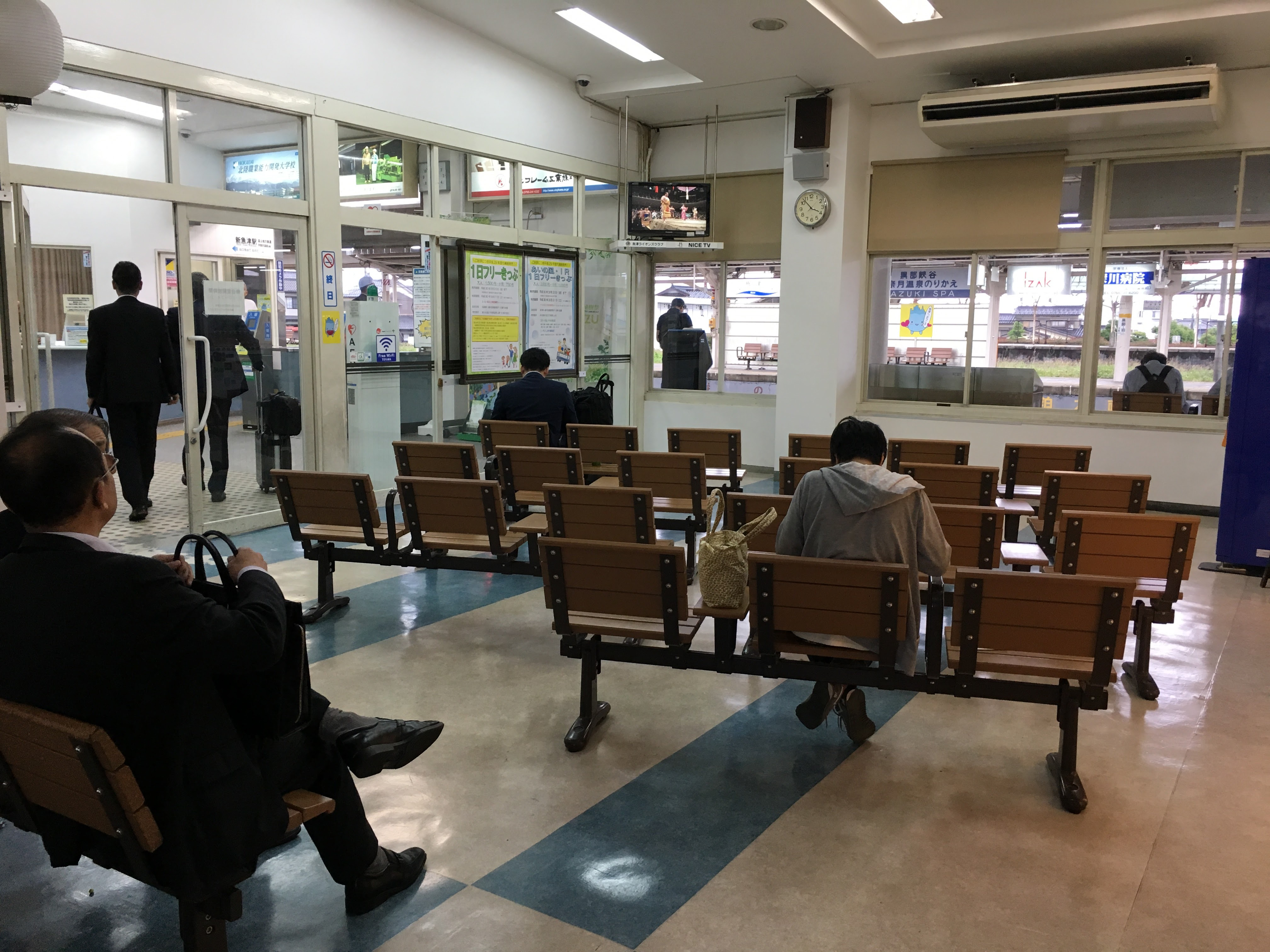
待合室（2017年5月）
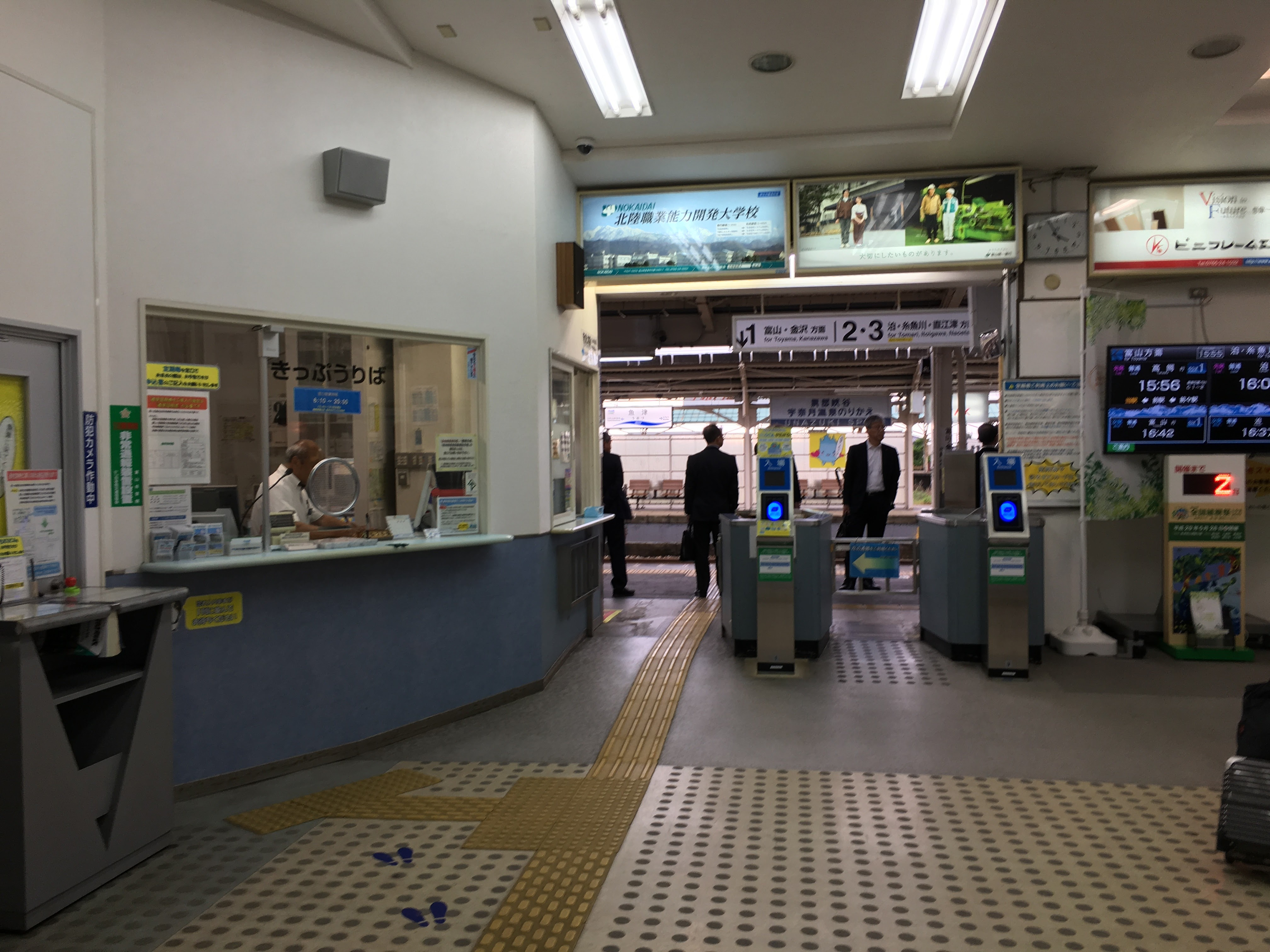
改札（2017年5月）
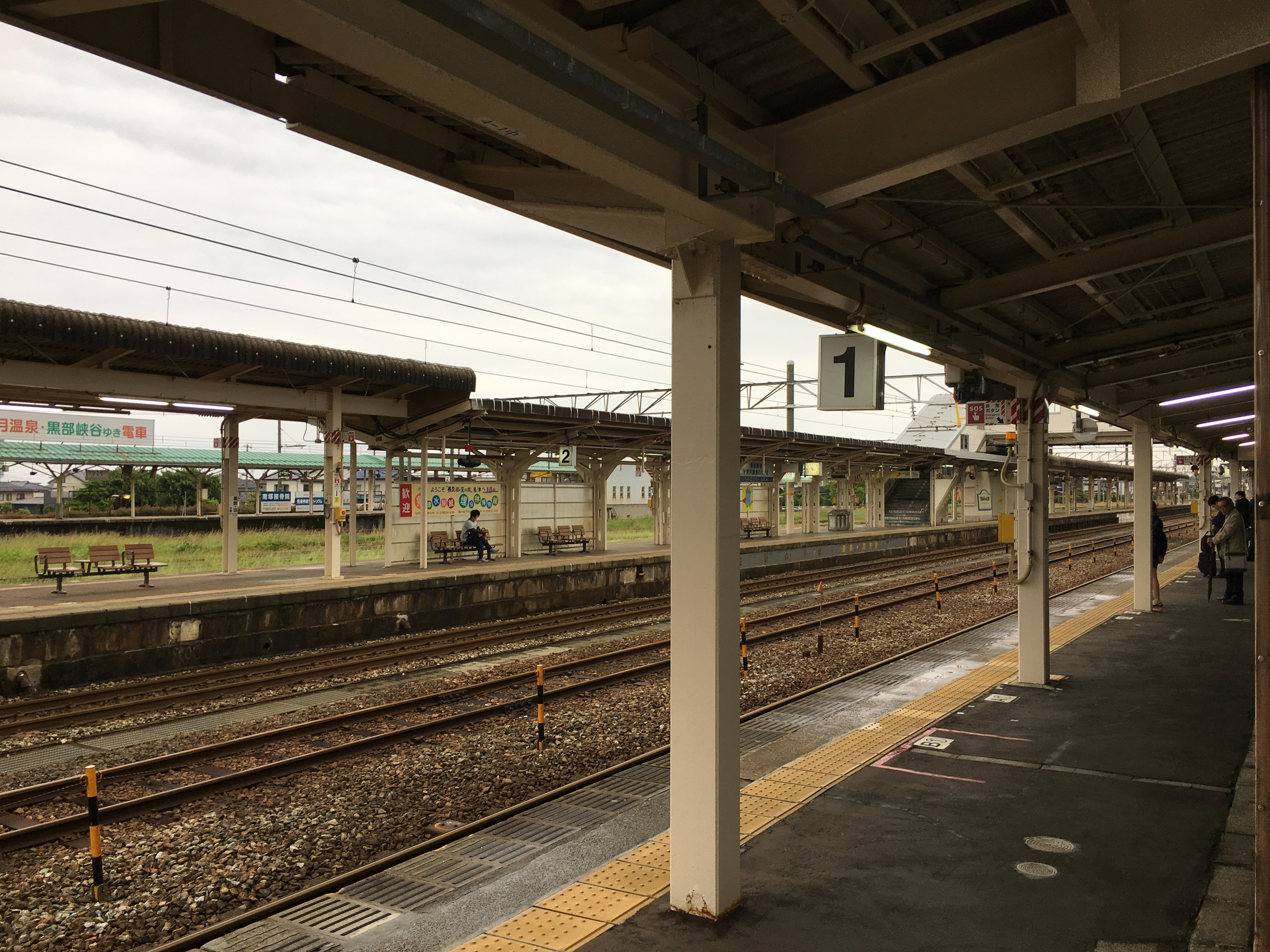
魚津駅1番のりば（2017年5月）
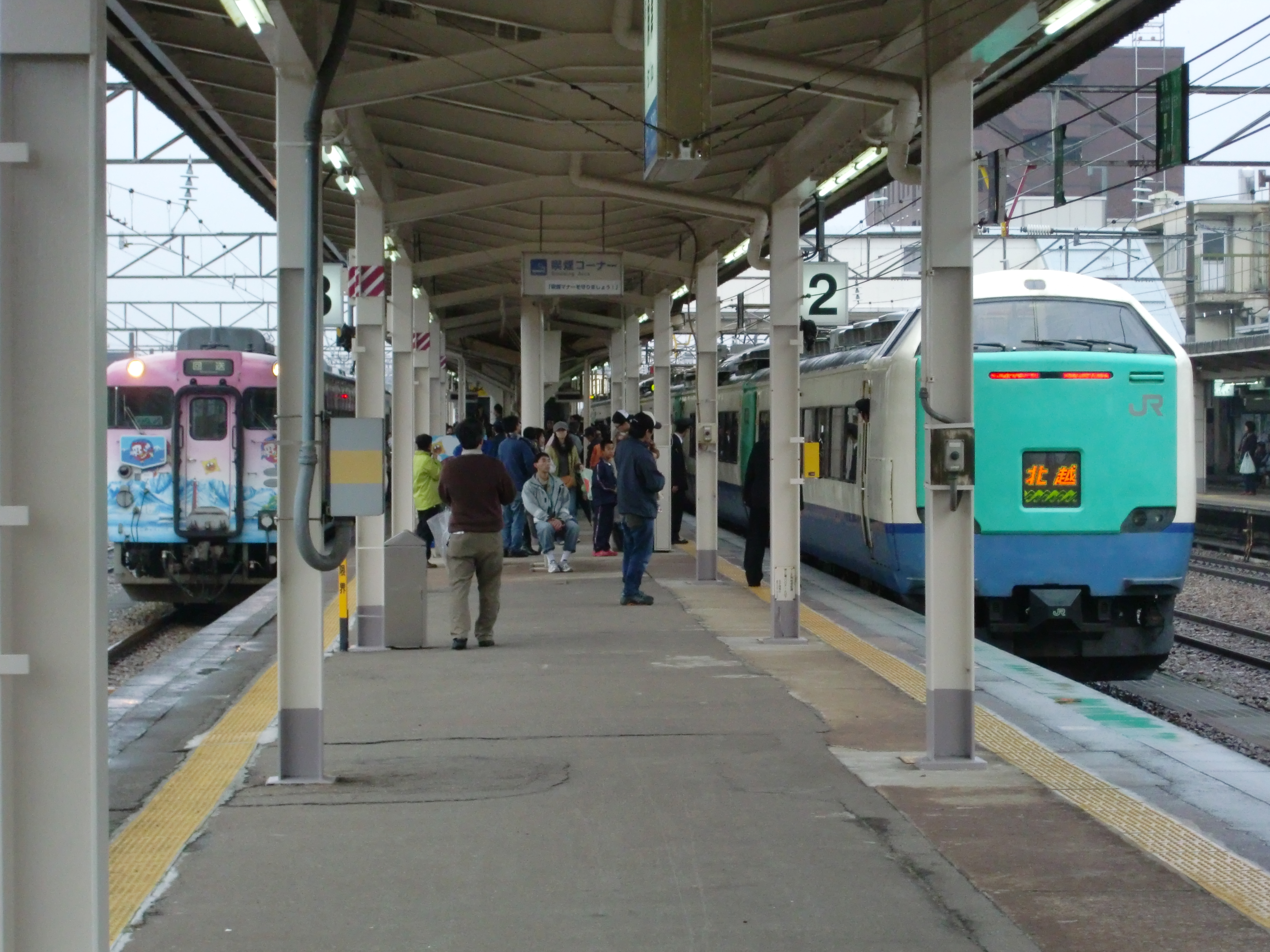
魚津駅2・3番のりば（2008年（釈迦堂側））
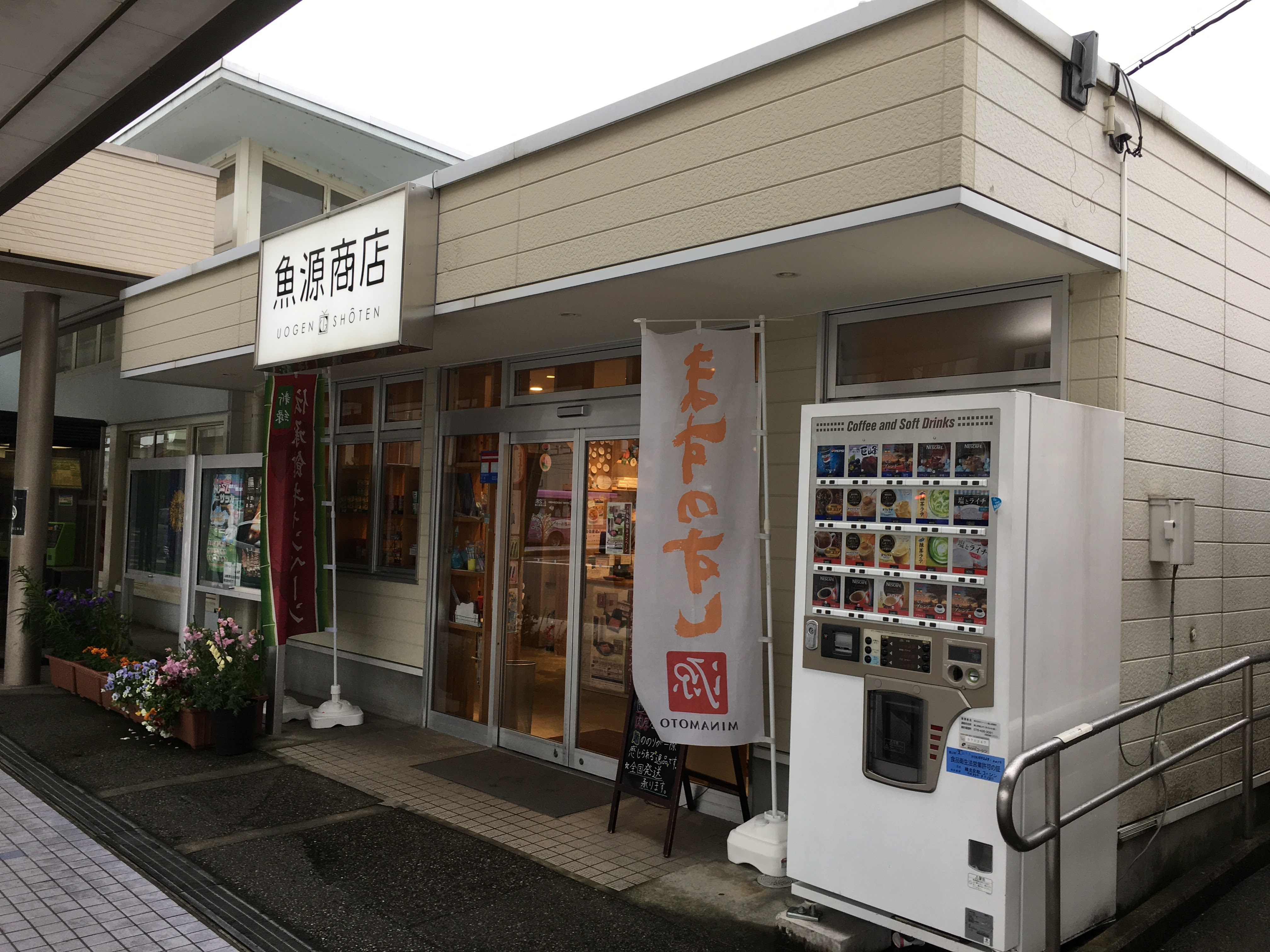
魚源商店（2017年5月）
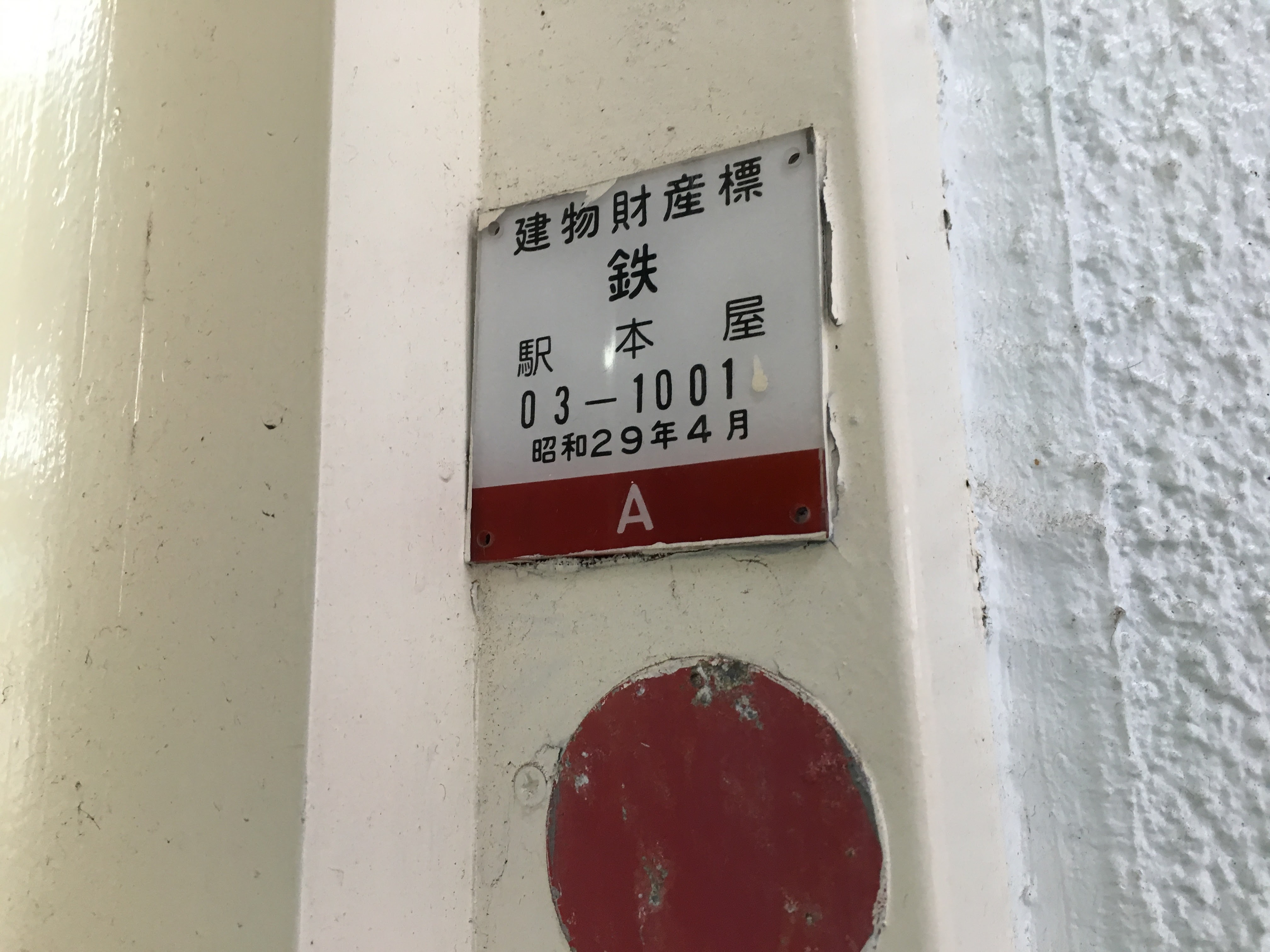
駅舎本屋建物財産標（2017年5月）

#### 到着メロディ
2017年（平成29年）3月の新旅客案内システム導入に伴い、じゃんとこい魚津まつり最終日のせり込み蝶六街流しで唄い踊られる民謡「せり込み蝶六」をアレンジした「Uozu Chime」が到着メロディとして使用開始された。なお、当駅でのメロディーの導入にあたり、魚津市によって「せり込み蝶六」のアレンジという条件で一般公募がなされ、東京都在住の男性がアレンジしたものが採用された。

#### 駐車場
あいの風とやま鉄道魚津駅または富山地方鉄道新魚津駅から片道100km以上の遠距離旅行（鉄道利用は片道でも可）をする場合、当駅から徒歩約5分の魚津市営魚津駅南駐車場を24時間100円で利用できるサービスがある（通常は24時間310円）。

#### 貨物取扱
JR貨物魚津駅は、車扱貨物（甲種車両輸送）の臨時取り扱い駅であり、定期貨物列車の発着はない。
貨物列車が発着していた頃は、日本カーバイド工業魚津工場へ至る専用線が1994年（平成6年）まで富山地方鉄道魚津駅側から分岐していた。
1996年（平成8年）3月16日より貨物列車の発着がない自動車代行駅になり、その後2006年（平成18年）の貨物駅の名称整理の際に「魚津オフレールステーション（略称：魚津ORS）」の名称を使用するようになった。所在地は魚津市北鬼江一丁目（旅客駅とは別の場所）。1面1線のコンテナホーム（ヤード）を有している。2014年（平成26年）3月時点では、貨物列車の代替として、富山貨物駅との間にトラック便が1日1.5往復（当駅発が2本）設定され、12 ftコンテナに限るコンテナ貨物のみを取り扱っていた。
日本貨物鉄道は2015年（平成27年）7月に採算上の理由によって当駅を含む10箇所のオフレールステーションを廃止する方針を示したが、これに対し富山県や魚津市等の自治体は同年12月に日本貨物鉄道や国土交通省に対しその存続を要望した。富山県知事（当時）の石井隆一は2016年（平成28年）の富山県議会特別予算委員会において関係市町村等と連繫の上、その存続に向け支援を行う旨を表明した。しかし、2017年4月に魚津オフレールステーションが営業を終了したため、トラック便も含めて定期の貨物取り扱いが無くなり、現在に至っている。
1930年（昭和5年）12月5日付『鉄道公報』附録通報「専用線一覧（運輸局）」によると、当駅接続の専用線は次の通りであった。
- 国産肥料線（動力：省機関車及び手押、作業粁程：0.4粁）

1951年（昭和26年）12月15日付『鉄道公報』第732号通報「専用線一覧について（営業局）」別表によると、当駅接続の専用線は次の通りであった。
- 日本カーバイド工業線（第三者使用：日本通運、動力：富山地方鉄道所有機関車、作業粁程：1.3粁）

1953年（昭和28年）10月10日付『鉄道公報』第1254号通報専用線一覧別表掲載中、当駅接続の専用線は次の通りであった。
- 日本カーバイド工業線（第三者使用：日本通運、動力：富山地方鉄道所有機関車、作業粁程：1.3粁）

1967年（昭和42年）7月1日現在における当駅接続の専用線は以下の通りであった。
- 日本カーバイド工業線（第三者使用：日本通運、動力：富山地方鉄道所有機関車、作業粁程：1.3粁）
- 丸八及び富山県経済農業協同組合連合会線（動力：手押、作業粁程：0.2粁、備考：共用）

1970年（昭和45年）10月1日現在における当駅接続の専用線は以下の通りであった。
- 日本カーバイド工業線（通運事業者：日本通運、動力：富山地方鉄道所有機関車、作業粁程：1.3粁、総延長粁程：3.4粁）
- 丸八、富山県経済農業協同組合連合会及び秩父セメント共有線（動力：手押、作業粁程：0.2粁、総延長粁程：0.3粁）

1983年（昭和58年）4月1日現在における当駅接続の専用線は以下の通りであった。
- 日本カーバイド工業線（通運事業者：日本通運、動力：富山地方鉄道所有機関車、作業粁程：1.3粁、総延長粁程：3.4粁）
- 丸八、富山県経済農業協同組合連合会及び秩父セメント共有線（通運事業者：埼北自動車、動力：移動機関車及び手押、作業粁程：0.2粁、総延長粁程：0.3粁）

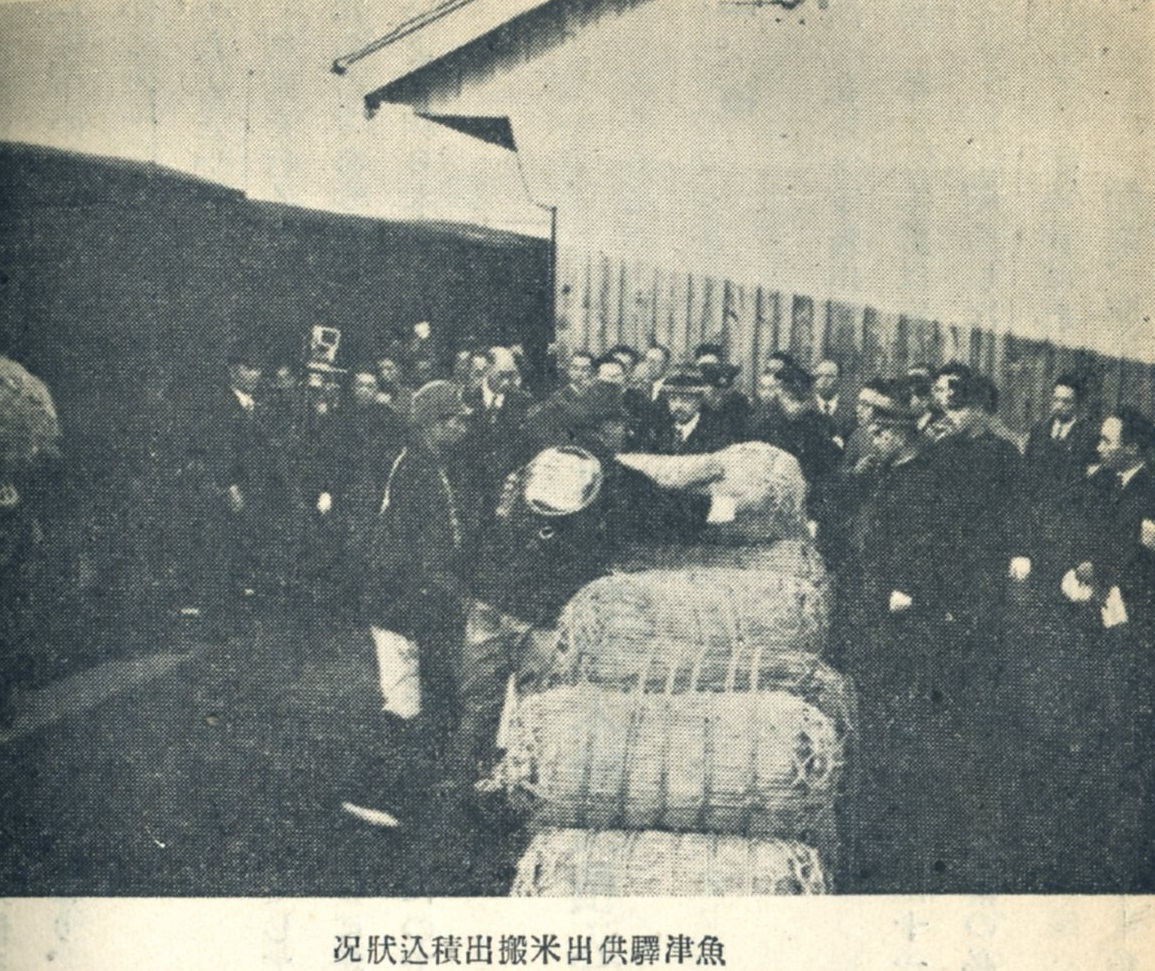
1947年（昭和22年）11月1日、当駅にて米の供出状況を天覧する昭和天皇
1958年（昭和33年）当時の魚津駅及び日本カーバイド株式会社魚津工場周辺の地図。工場内において専用線が環状になっているのが確認できる
1958年（昭和33年）当時の日本カーバイド工業株式会社魚津工場
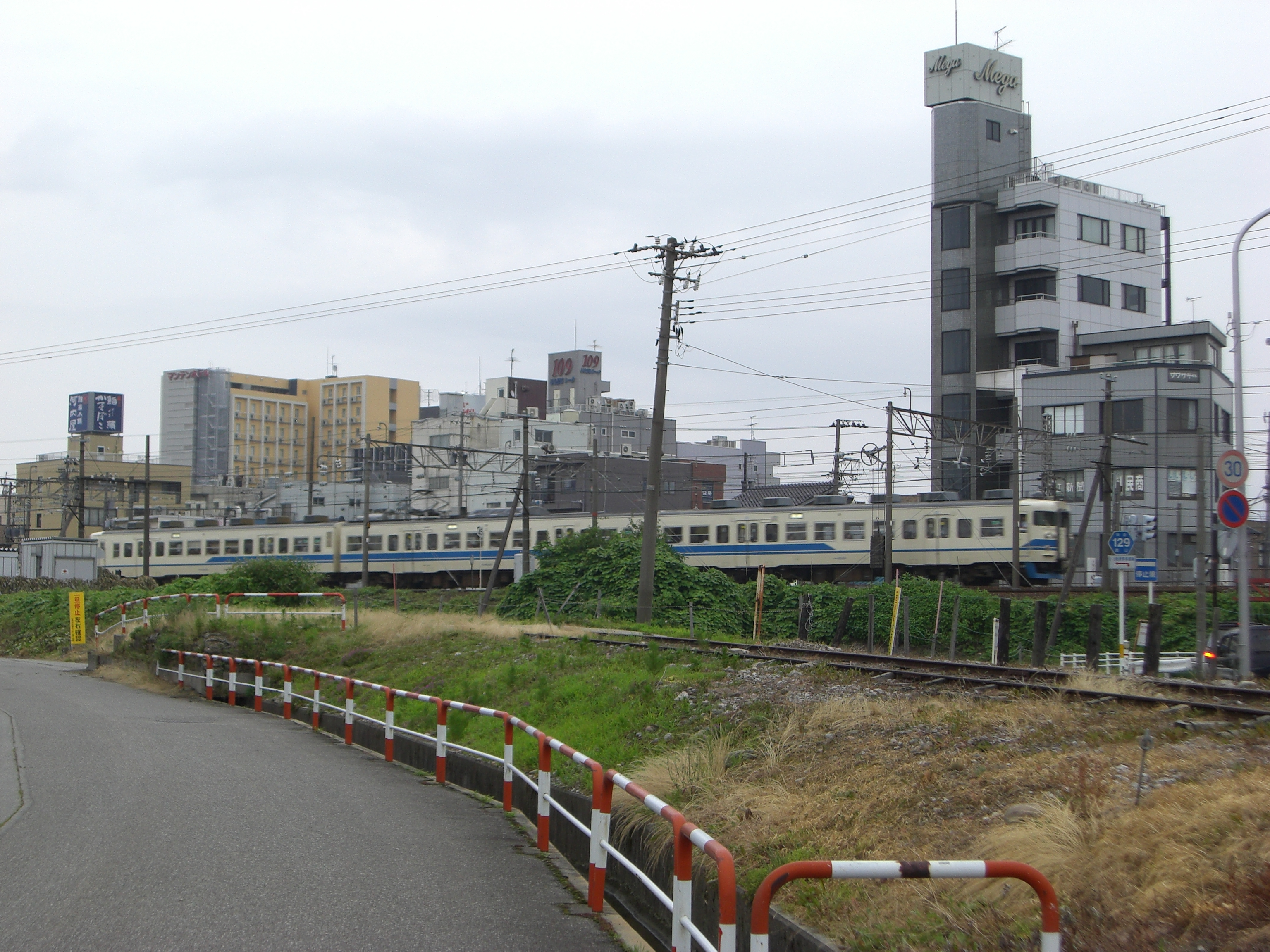
北陸本線より地鉄線を跨ぐ日本カーバイド分岐線跡（本新町）
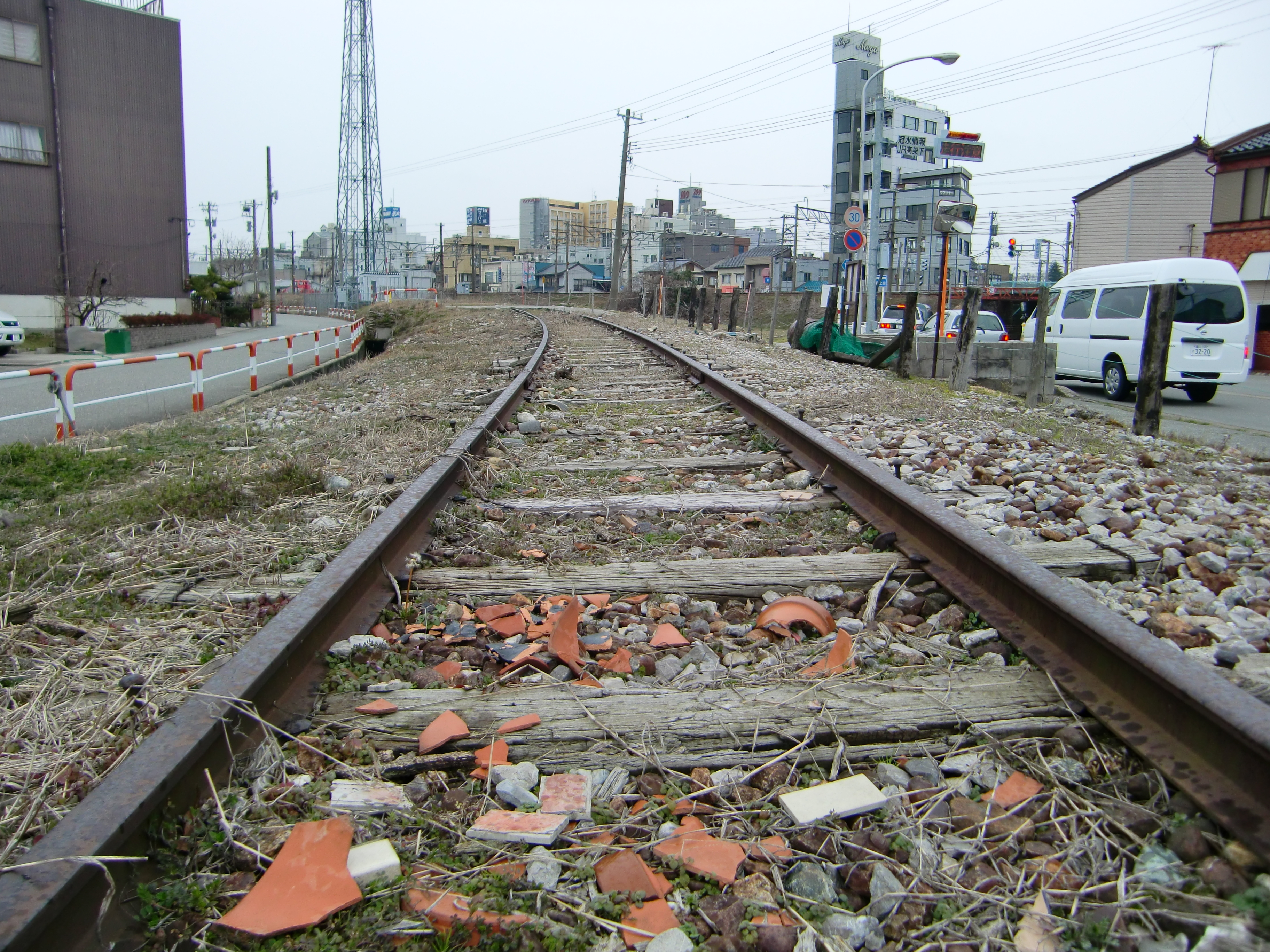
日本カーバイド工業専用線跡
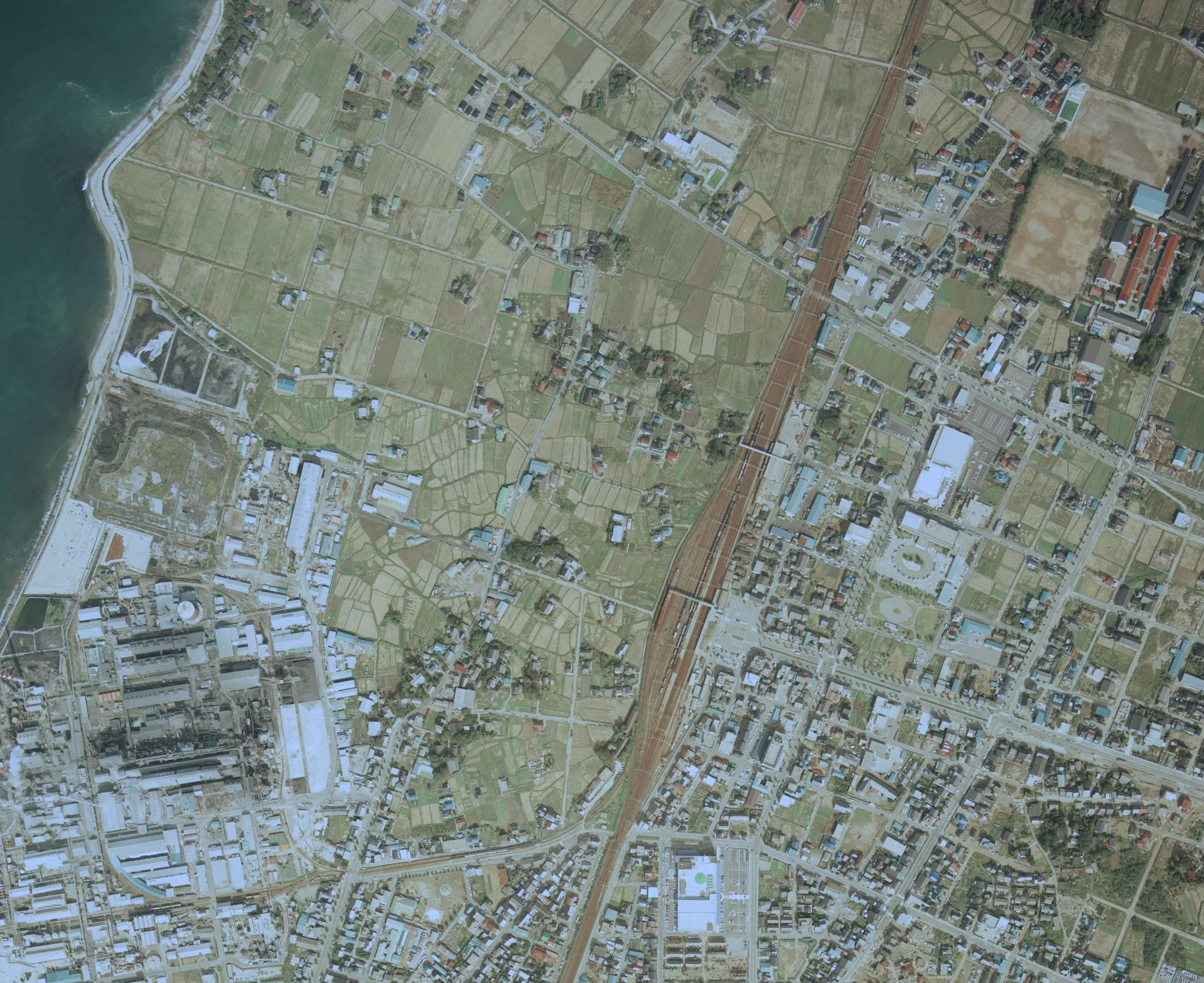
1975年（昭和50年）10月16日撮影の当駅周辺航空写真

### 富山地方鉄道

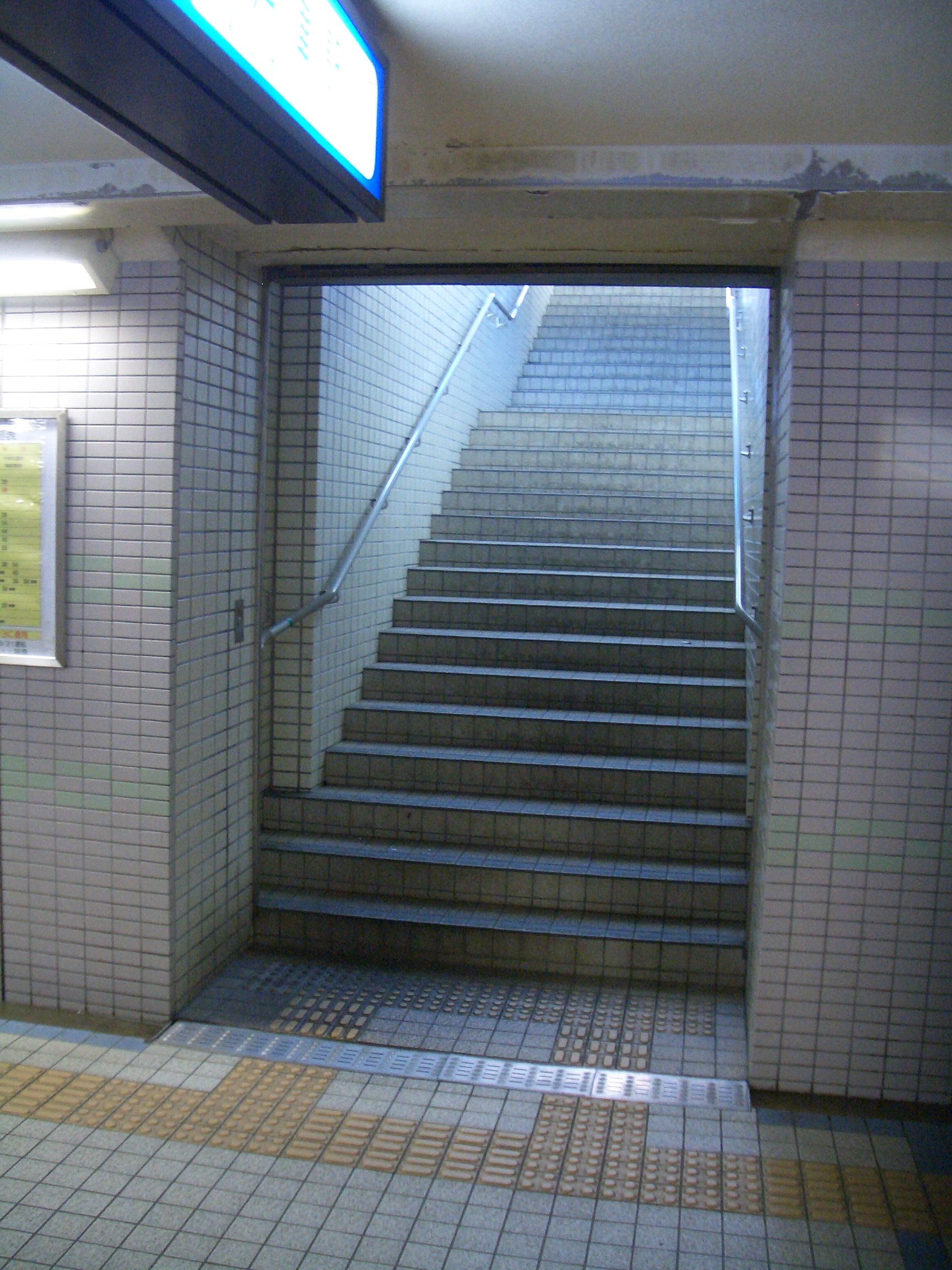
新魚津駅の入り口（2009年。地下道から分岐する）

島式ホーム1面2線を有する地上駅である。2016年（平成28年）9月9日現在、7時から20時まで駅員が配置されている。駅の東西地区は地下道によって結ばれており、新魚津駅入口は地下道の途中にある。新魚津駅の駅前は西口にあたる。駅構内には自動券売機及び便所がある。駅番号はT24。
1929年（昭和4年）4月から1994年（平成6年）まで使用されていた日本カーバイド工業（使用開始当初は国産肥料会社）の引き込み線（魚津駅開業から1914年（大正3年）春まで使用されていた貨物支線（浜線）の跡地を利用していた）は、山側の国鉄から当線を跨いで海側の工場へ伸びていた。

#### のりば
| のりば | 路線  | 方向 | 行先                             |
| ------ | ----- | ---- | -------------------------------- |
| 1      | ■本線 | 下り | 電鉄黒部・新黒部・宇奈月温泉方面 |
| 2      | ■本線 | 上り | 上市・電鉄富山方面               |

- 両ホームとも上下両方向の出発に対応している[79]。

## 利用状況
- あいの風とやま鉄道 - 2020年度の1日平均乗車人員は1,601人である[98]。北陸新幹線の開業により特急の停車がなくなったため2015年度より利用客が1割以上減少している。
- 富山地方鉄道 - 2019年度の1日平均乗降人員は1,519人である[99][100]。

近年の1日平均乗降人員・乗車人員は以下の通りである。
| 年度   | あいの風 とやま鉄道 | 富山地方鉄道     | 富山地方鉄道     |
| 年度   | 1日平均 乗車人員    | 1日平均 乗車人員 | 1日平均 乗降人員 |
| ------ | ------------------- | ---------------- | ---------------- |
| 1995年 | 3,007               |                  |                  |
| 1996年 | 3,058               |                  |                  |
| 1997年 | 2,929               |                  | 1,774            |
| 1998年 | 2,808               |                  | 1,652            |
| 1999年 | 2,743               |                  | 1,505            |
| 2000年 | 2,769               |                  | 1,415            |
| 2001年 | 2,749               |                  | 1,309            |
| 2002年 | 2,695               |                  | 1,275            |
| 2003年 | 2,697               |                  | 1,382            |
| 2004年 | 2,645               |                  | 1,329            |
| 2005年 | 2,613               |                  | 1,372            |
| 2006年 | 2,598               |                  | 1,404            |
| 2007年 | 2,624               | 677              | 1,404            |
| 2008年 | 2,645               | 682              | 1,410            |
| 2009年 | 2,533               | 657              | 1,364            |
| 2010年 | 2,498               | 652              | 1,346            |
| 2011年 | 2,429               | 680              | 1,389            |
| 2012年 | 2,484               | 688              | 1,404            |
| 2013年 | 2,567               | 685              | 1,385            |
| 2014年 | 2,291               | 745              | 1,445            |
| 2015年 | 2,142               | 735              | 1,440            |
| 2016年 | 2,098               | 723              | 1,432            |
| 2017年 | 2,058               | 767              | 1,503            |
| 2018年 | 2,035               |                  | 1,521            |
| 2019年 | 2,008               |                  | 1,519            |
| 2020年 | 1,601               |                  | 1,236            |
| 2021年 |                     |                  | 1,248            |
| 2022年 |                     |                  | 1,269            |

備考
1. ↑  2014年4月1日から2015年3月13日までの347日間における1日平均乗車人員は2,311人、365日間における1日平均乗車人員は2,291人。

## 駅周辺
昭和30年代までの魚津駅前（釈迦堂地区）は、駅正面以外は周囲に水田が広がり、約30戸の兼業農家がある集落にすぎなかった。現在の魚津駅前の街路は、1961年頃に都市計画が実施された後、1963年（昭和38年）4月から1979年（昭和54年）3月にかけて区画整理されたものである。この間に、市役所や農協会館などの建物が駅前に建ち並ぶ様になる。一方、駅西については、1981年（昭和56年）度から区画整理され、1995年（平成7年）11月21日に完了した。
- 魚津市役所（1967年に完成）
- 魚津市役所第1分庁舎（旧・魚津税務署。1965年（昭和40年）に完成。1999年（平成11年）9月、魚津合同庁舎への移転に伴い分庁舎として利用）
- 魚津市役所第2分庁舎
- 富山県立魚津高等学校
- 柿の木割り（飲食店が集まる歓楽街）
- 鮨蒲本舗 河内屋
- 魚津ショッピングスクエア サンプラザ
- 魚津商工会議所ビル
  - 魚津商工会議所をキーテナントとした地上6階建てのビル。富山第一銀行魚津支店、新川インフォメーションセンターおよびインテック、富山テレビ放送、チューリップテレビの各支社なども入居している。
- アパホテル〈魚津駅前〉（旧称：信開魚津ファーストホテル。1989年（平成元年）10月20日完成。アパホテルとしては金沢・小松に続く3番目のホテル[106]）
- ホテルルートイン魚津
- ホテルグランミラージュ
- 日本カーバイド工業魚津工場
- JAうおづ営農経済センター
- 魚津市農協会館（1967年（昭和42年）に完成。2015年（平成27年）までは北日本放送の支社も同居していた）
- 常泉寺
- ありそドーム
- 魚津市浄化センター
- 富山地方鉄道（路線バス）「魚津駅前」停留所

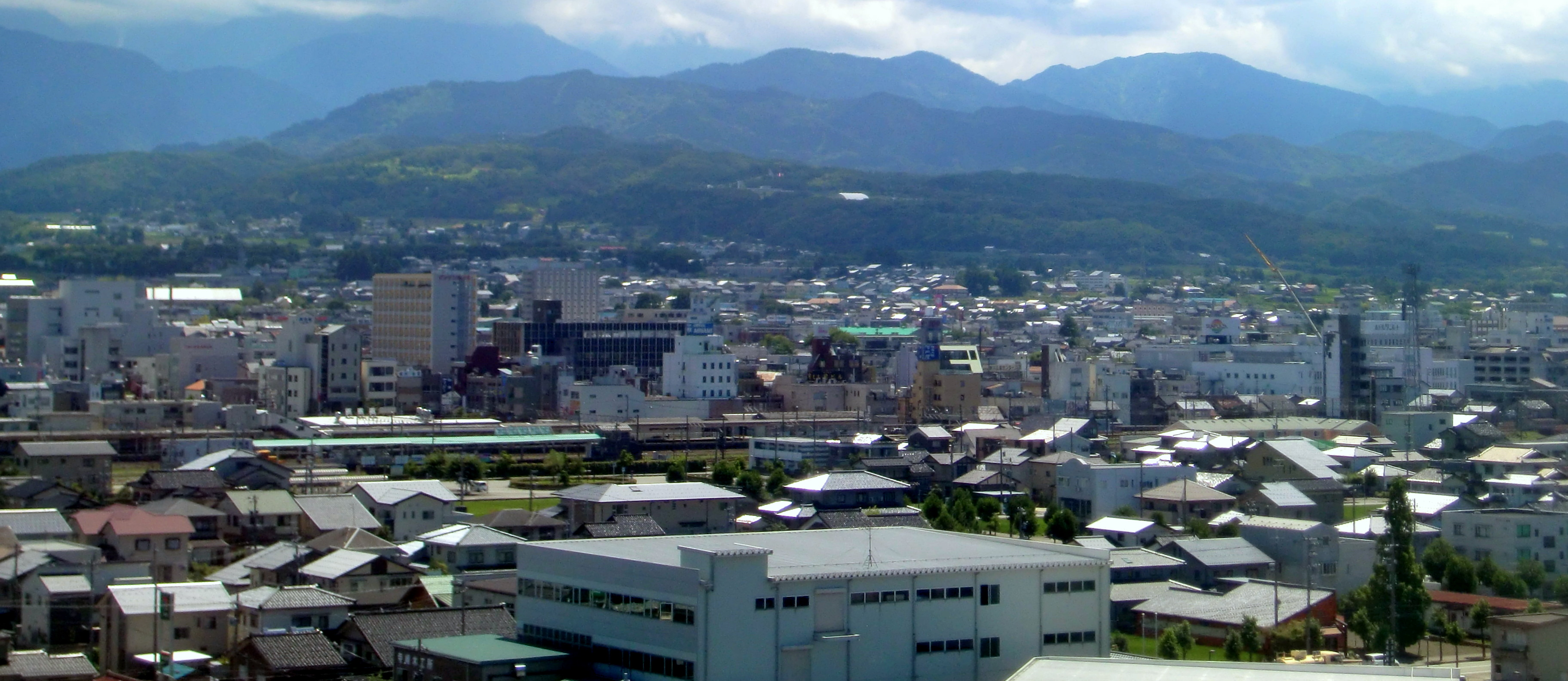
駅周辺風景（2010年8月）
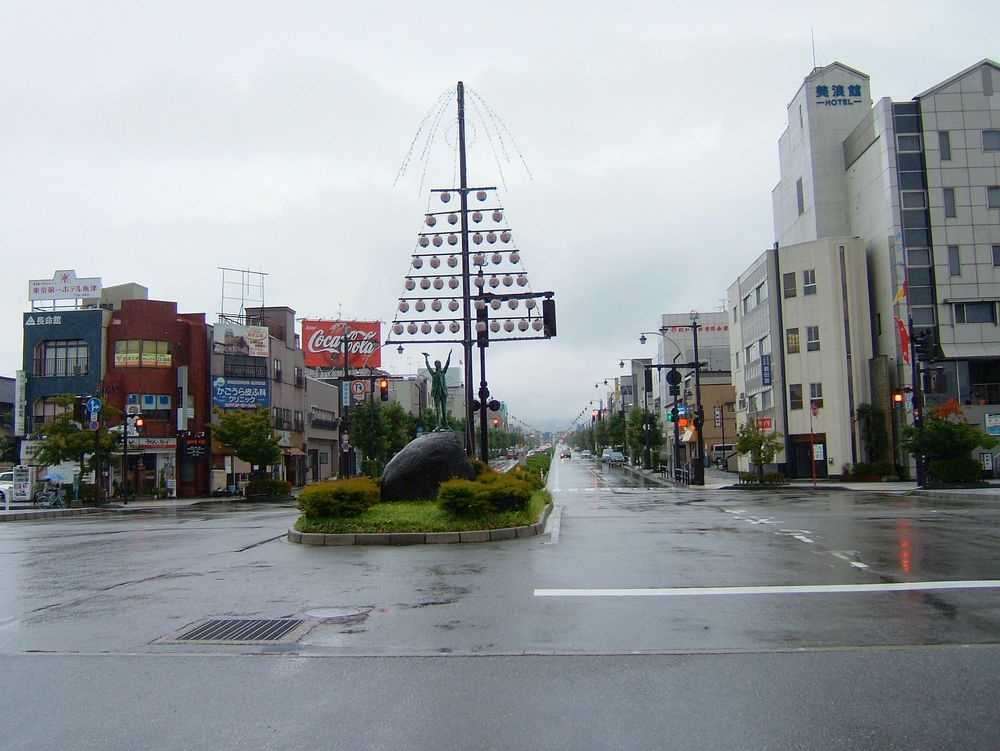
東口（2006年9月）

## 隣の駅
あいの風とやま鉄道
■あいの風とやま鉄道線
- 「あいの風ライナー」停車駅

■普通
東滑川駅 - 魚津駅 - 黒部駅
富山地方鉄道
■本線
■アルペン特急（立山行きのみ運転）
電鉄魚津駅 (T23) ← 新魚津駅 (T24) ← 電鉄黒部駅 (T27)
■急行（上りのみ運転）・■普通
電鉄魚津駅 (T23) - 新魚津駅 (T24) - 経田駅 (T25)